# Søren Bloch
Søren Bloch (født 29. februar 1696 i Ellidshøj Præstegaard i Viborg Stift, død 18. september 1753 i København) var en dansk præst af gammel jysk præsteslægt.

## Liv og karriere
Han var søn af Frederik Bloch og Maren Leigh. Sammen med en ældre broder undervistes han hjemme, indtil han 13 år gammel kom i Viborg Skole. Efter 3 års forløb blev han og broderen dimitterede der fra 1712, og faderen fulgte dem selv over til København og rejste atter med dem tilbage så snart, eksamen var overstået. 2 år efter rejste den jyske præst atter af sted til hovedstaden med sine sønner, for at de kunne underkaste sig filosofikum, og Bloch fik kort der efter plads på Regensen. Han benyttede nu tiden godt så, at han året efter kunne tage attestats.

### Tidlige karriere
I 1716 kom han ind på Valkendorfs Kollegium og var samtidig lærer hos gehejmeråd Moth for tvende baroner Güldencrone. Men kort før sin faders død i 1718 drog han hjem til Ellitshøj og blev der et års tid, i det hans broder var bleven faderens eftermand. Derpå var han i 9 år huslærer hos baron Juul på Lundbæk og havde her god lejlighed til at beskæftige sig med læsning og poesi. Et brudstykke af Ovid, oversat i Alexandrinere, og en oversættelse af Laurenbergs "Schertz-Gedichte" hørte til hans arbejder fra disse år. I 1728 kom han til Bygholm ved Horsens som hovmester for en ung Levetzau og blev her fra 1730 kaldet af kammerherre Tønne Reedtz til Barritskov til sognepræst for Barrit og Vrigsted. Samme år døde Frederik 4. Blochs ligprædiken over kongen blev trykt i hans "Efterladte Skrifter", men altså først efter Christian 6.s død .

### Satiriker
Noget efter, at han var bleven præst, skrev han den i sin tid meget udbredte satire "Søren Knudsens Helden-Geschichte", hvori han raillerede over den herskende duelsyge. Satiren cirkulerede i adskillige år i håndskrift og anonymt; snart tillagdes Tychonius, snart Holberg forfatterskabet. Den blev først udgivet i trykken efter hans død af hans søn (1755).

### Sene karriere
Senere fik hans virksomhed en alvorligere retning. Efter at have deltaget i arbejdet ved den reviderede Bibeloversættelse kaldtes han 1741 til København for at opponere ved professor Reuss' doktordisputats og måtte også prædike for kongen på Hørsholm. Efter selv at have forsvaret en afhandling om "Bogstavens og Aandens Tjeneste" (2. Kor. 3, 6) blev den jyske landsbypræst kaldet til teologisk professor (Kongen havde forgæves haft bud efter en teolog fra Halle). I 1745 var han universitetets rektor, men midt i rektoratstiden blev han til almindelig forbavselse kaldet til stiftsprovst i Aalborg. Næppe havde han været der et år, før han ombyttede dette embede med stiftsprovstiet i København, som Henrik Gerner havde nedlagt. Fra 1747 og til sin død virkede han da ved Frue Kirke i København.

## Dygtig, begavet og gældsat
Han var en livlig, begavet mand, dygtig prædikant og besad gode kundskaber. Men han efterlod betydelig gæld til det offentlige. Ved kongelig resolution ordnedes dette således, at "siden Provst B. havde været en lærd og brav Mand, maatte han ikke beskæmmes i sin Grav, men hans Gjæld skulde betales af vor Frue Kalds Indkomster med Afdrag af 300 Rdl. aarlig". Foruden de anførte skrifter efterlod han adskillige mindre arbejder i manuskript. Hans søn, Tønne Bloch, udgav "første Samling" efterladte skrifter (1756, 4to), men mere udkom aldrig. Han var gift med Cæcilie Harding, der overlevede ham i mange år (d. 1781).